# Памятник Андрею Шептицкому (Ивано-Франковск)
Памятник Андрею Шептицкому (укр. Пам'ятник Андрію Шептицькому) — монумент, посвященный митрополиту УГКЦ Андрею Шептицкому, установленный на одноимённой площади в центре Ивано-Франковска.
Торжественная церемония открытия состоялась в августе 2015 года и происходила с участием делегатов и гостей шестой сессии Патриаршего Собора УГКЦ, которую принимал Ивано-Франковск.
Монумент сооружён к 150-летию со дня рождения митрополита Андрея и к 130-летию Станиславовской (Ивано-Франковской) епархии, созданной в 1885 году.
Памятник освятил глава УГКЦ Святослав (Шевчук). Он высоко оценил деятельность «Моисея украинского народа» и пожелал всем «силы победить всякого обидчика, всякое зло и силы быть свободными людьми в свободной независимой Украине».
Скульптурная композиция исполнена в технике традиционной украинской иконописи, с вытянутыми пропорциями фигур: митрополит сидит, а рядом с ним — двое детей. Авторы памятника — скульпторы Степан Федорин и Николай Гурмак.
Стоимость памятника и обустройство территории вокруг — около миллиона гривен.